# Bartolomeo Passante

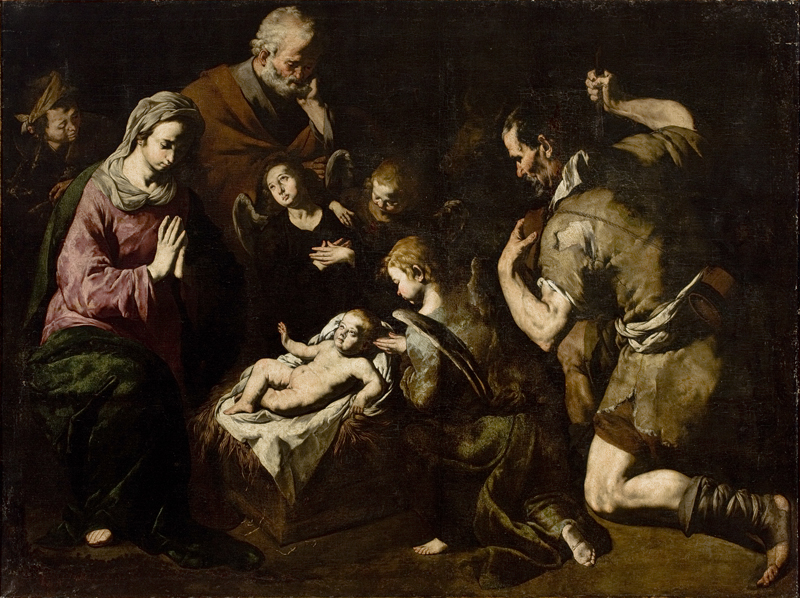
Adoração dos Pastores (c. 1630-35). Pintura de Bartolomeo Passante (Museu de Arte de São Paulo, São Paulo).

Bartolomeo Passante também conhecido como foi um pintor do Barroco italiano, documentado em Nápoles entre 1614 e 1656.
Apesar de sua inconteste importância no ambiente artístico da Itália meridional da primeira metade do século XVII, pouco se sabe a respeito da vida deste importante pintor naturalista da escola napolitana. 
Bartolomeo Passante foi discípulo de Ribera por volta de 1635, desenvolvendo um estilo pictórico muito próximo ao de Caravaggio. Não obstante, são comuns as divergências entre os críticos de arte acerca da real identidade do pintor, constantemente confundido com o quase homônimo Bartolomeo Bassante, além das obras, dificilmente distinguíveis daquelas de Francesco Francanzano, Mestre da Anunciação aos Pastores e Mestre da Madona Cellini.